# Hibiscus castroi
Hibiscus castroi là một loài thực vật có hoa trong họ Cẩm quỳ. Loài này được Baker f. & Exell mô tả khoa học đầu tiên năm 1936.